# Evangelho Grego dos Egípcios
O Evangelho Grego dos Egípcios é um texto religioso Gnóstico que não sobreviveu até nossos dias. Quase tudo o que se conhece é através de citações dos Padres da Igreja, Clemente de Alexandria, Hipólito de Roma e Epifânio de Salamis. O título é derivado de uma citação de Clemente em sua obra Stromata (iii. 13. 92).
Não confundir com o Evangelho Copta dos Egípcios, texto também gnóstico, mas posterior.

## Comparação com outras obras

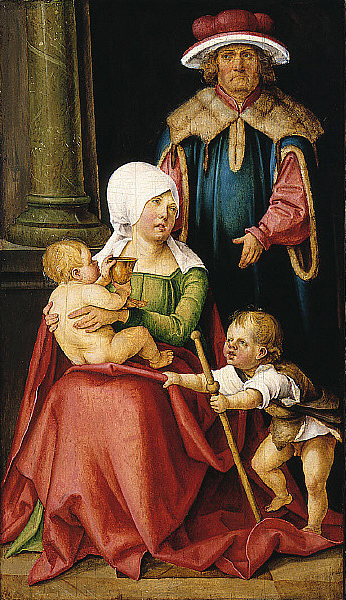
Salomé e seu marido Zebedeu